# Uttiramerūr
Uttiramerūr är en ort i Indien.   Den ligger i distriktet Kancheepuram och delstaten Tamil Nadu, i den södra delen av landet, 1 800 km söder om huvudstaden New Delhi. Uttiramerūr ligger 63 meter över havet och antalet invånare är 24 315.
Terrängen runt Uttiramerūr är platt. Runt Uttiramerūr är det tätbefolkat, med 383 invånare per kvadratkilometer. Närmaste större samhälle är Madurāntakam, 17,9 km sydost om Uttiramerūr. Omgivningarna runt Uttiramerūr är en mosaik av jordbruksmark och naturlig växtlighet.